# Portret kardinala Cristofora Madruzza
Portret kardinala Cristofora Madruzza je poznato Tizianovo ulje na platnu naslikano 1552. godine. Čuveni venecijanski renesansni majstor Tiziano je portretirao talijanskog rimokatoličkog kardinala Madruzza koji je u Europi bio velika crkveno-politička ličnost 16. stoljeća. Slika je nastala kada je Madruzzo imao 39 godina te je tada obnašao dužnost kneza-biskupa u Trentu. Djelo se danas čuva u Muzeju umjetnosti u São Paulu.

## Cristoforo Madruzzo
Cristoforo Madruzzo (1512. – 1567.) je bio važan talijanski kardinal i državnik tijekom 16. stoljeća. 1539. je postao knez-biskup u Trentu dok je tijekom 1556./57. bio milanski guverner u službi cara Karla I. Kao kardinal imao je ključnu ulogu u Tridentskskom saboru. Iz njega je abdicirao 1567. u korist svojeg nećaka Ludovica Madruzza. Umro je u Tivoliju 5. srpnja 1578. na svoj 66. rođendan.

## Slika
Povratkom iz Augsburga 1551., Tiziano je krenuo u Trento kako bi naslikao portret Cristofora Madruzza koji je tada bio knez-biskup kao i važan član Tridentskog sabora. Sam Madruzzo je od Tiziana naručio impozantan portret cijele figure. Ta želja najbolje opisuje njegove velike velike crkvene i političke ambicije koje je u tom razdoblju i postignuo.
Posebnost djela je što Madruzzo ne nosi kardinalsko odijelo iako je kardinal postao 1542. Postoji vjerojatnost da je Madruzzo odlučio za potrebe portreta nositi crno odijelo umjesto kardinalskog jer je tada bio posrednik između katoličke Crkve i španjolske krune čiji su interesi tada bili sukobljeni. Zbog toga je odlučio da neće koristiti vjersku haljinu kako ne bi potaknuo sporove između svećenstva i cara Karla I.
Drugi istaknuti element na slici je sat koji se nalazi na kardinalovoj desnoj ruci. Sat je bio predmet raznih tumačenja. On je trebao simbolizirati prolaznost slave i potrebu za umjerenošću.
Od početaka, portret kardinala Cristifora Madruzza smatrao se remek-djelom Tiziana i venecijanske škole portreta. U 19. stoljeću Giovanni Battista Cavalcasellea je opisao sliku kao "jedan od važnih portreta venecijanske škole".
Prema Haroldu Wetheyju, samo djelo je u izvorniku bilo veće ali je smanjeno na dnu i desnoj strani. U razdoblju od 1992. do 1995. je obavljena restauracija slike u američkom Getty Centru u Los Angelesu.
Djelo se od 1950. godine nalazi u Muzeju umjetnosti u São Paulu.

## Vanjske poveznice
- Titian - Portrait of Cristoforo Madruzzo, Cardinal and Bishop of Trent, 1552.
- Sao Paolo Museum of Art - Images Portrait of Cardinal Cristoforo Madruzzo by Titian